# Altineu Côrtes
Altineu Cortes Freitas Coutinho (Niterói, 13 de setembro de 1968) é um empresário e político brasileiro, filiado ao Partido Liberal (PL).

## Biografia
Em 2002 foi eleito deputado estadual do Rio de Janeiro com 59 041 votos, pelo Partido do Movimento Democrático Brasileiro (PMDB), sendo reeleito em 2006. Mudou para o Partido dos Trabalhadores (PT) para, nas eleições de 2008 ser candidato à prefeitura de São Gonçalo, mas, com 18,84 por cento dos votos válidos, foi derrotado no primeiro turno por Aparecida Panisset (PDT), ocupando o terceiro lugar na disputa. No ano de 2010, reelegeu-se à Assembleia Legislativa do Estado do Rio de Janeiro (Alerj) com 35.176 votos, agora pelo Partido da República (PR). Em 2012, mudou seu domicílio eleitoral para Itaboraí para disputar a prefeitura da cidade, mas acabou em segundo, com 40,82 por cento dos votos válidos. Nas eleições de 2014 foi eleito deputado federal com 40.593 votos.
Como deputado federal, votou a favor da admissibilidade do processo de impeachment de Dilma Rousseff. Já durante o Governo Michel Temer, votou a favor da PEC do Teto dos Gastos Públicos. Em abril de 2017 foi favorável à Reforma Trabalhista. Em agosto de 2017 votou contra o processo em que se pedia abertura de investigação do então presidente Michel Temer, ajudando a arquivar a denúncia do Ministério Público Federal (MPF). Em 2 de agosto de 2017, votou a favor da rejeição da segunda denúncia contra o presidente Temer.
Em 2024, Altineu articulou a aprovação de uma emenda constitucional que aumentaria o valor das emendas parlamentares.

## 
1. ↑  «UOL - Eleições 2002 - Apuração - Rio de Janeiro»
2. ↑  «UOL - Eleições 2008 - Apuração - São Gonçalo». Consultado em 6 de outubro de 2010
3. ↑  «UOL - Eleições 2010 - Apuração - Rio de Janeiro». Consultado em 6 de outubro de 2010
4. ↑  «UOL - Eleições 2014 - Apuração - Rio de Janeiro». Consultado em 15 de julho de 2015
5. 1 2 3 4  G1 (2 de agosto de 2017). «Veja como deputados votaram no impeachment de Dilma, na PEC 241, na reforma trabalhista e na denúncia contra Temer». Consultado em 11 de outubro de 2017
6. ↑  Redação (27 de abril de 2017). «Reforma trabalhista: como votaram os deputados». Consultado em 18 de setembro de 2017
7. ↑  Carta Capital (3 de agosto de 2017). «Como votou cada deputado sobre a denúncia contra Temer». Consultado em 18 de setembro de 2017
8. ↑  Altineu Côrtes - votou Sim. UOL, 02/08/2017
9. ↑  «Líder do PL articula PEC que aumenta valor de emendas individuais obrigatórias». Noticias R7. 13 de dezembro de 2024. Consultado em 15 de dezembro de 2024